# 谢雷尔·福特
威拉德·谢雷尔·福特（英語：Willard Sherell Ford，1972年8月26日—），美国NBA联盟前职业篮球运动员。他在1995年的NBA选秀中第1轮第26顺位被西雅图超音速选中。